# 157 Деяніра
157 Деяніра (157 Dejanira) — астероїд головного поясу, відкритий 1 грудня 1875 року.